# Campionati africani di atletica leggera 2016 - Decathlon
Il concorso del decathlon maschile ai Campionati africani di atletica leggera di Durban 2016 si è svolto il 22 e 23 giugno 2016 al Kings Park Stadium.

## Risultati

### Finale
The highest mark recorded in each event is highlighted in yellow
| Rank    | Athlete             | Nationality | 100m  | LJ   | SP    | HJ   | 400m  | 110m H | DT    | PV   | JT    | 1500m   | Points | Notes |
| ------- | ------------------- | ----------- | ----- | ---- | ----- | ---- | ----- | ------ | ----- | ---- | ----- | ------- | ------ | ----- |
| Oro     | Fredriech Pretorius | Sudafrica   | 11.10 | 7.26 | 13.30 | 1.97 | 49.89 | 14.44  | 38.60 | 4.70 | 53.11 | 4:25.28 | 7780   |       |
| Argento | Atsu Nyamadi        | Ghana       | 11.31 | 7.09 | 13.83 | 1.97 | 50.91 | 15.04  | 43.26 | 3.70 | 63.48 | 4:36.12 | 7501   |       |
| Bronzo  | Ali Kamé            | Madagascar  | 11.60 | 6.51 | 13.40 | 1.88 | 52.20 | 15.59  | 39.10 | 4.30 | 55.65 | 5:00.76 | 6892   |       |
| 4       | Guillaume Thierry   | Mauritius   | 11.83 | 6.78 | 14.17 | 1.82 | 54.50 | 16.15  | 41.35 | 4.50 | 56.69 | 5:09.42 | 6812   |       |
| 5       | Ahmed Awad          | Egitto      | 10.96 | 6.72 | 12.67 | 1.91 | 50.70 | 16.70  | 40.70 | 3.30 | 54.30 | 4:56.34 | 6770   |       |
| 6       | Fabrice Rajah       | Mauritius   | 12.02 | 6.11 | 12.26 | 1.88 | 54.85 | 15.43  | 34.62 | 4.30 | 48.55 | 4:50.75 | 6417   |       |
| 7       | Gilbert Koech       | Kenya       | 11.40 | 6.56 | 12.37 | 1.76 | 49.86 | 15.90  | 37.53 | nm   | 58.97 | 4:24.66 | 6389   |       |
| 8       | Djibril Doucouré    | Mali        | 11.58 | 5.90 | 13.97 | 1.64 | 53.29 | 16.94  | 39.92 | nm   | 44.79 | 4:54.65 | 5590   |       |
|         | Willem Coertzen     | Sudafrica   | 11.07 | 7.27 | 13.76 | 1.97 | 49.69 | 14.53  | 42.28 | 4.60 | 60.57 | dns     | dnf    |       |
|         | Keegan Cooke        | Zimbabwe    | 11.44 | 6.75 | 12.55 | 1.91 | 49.01 | 15.33  | 37.85 | nm   | 56.07 | dns     | dnf    |       |